# Provincia de Masbate
Masbate es una provincia ubicada al centro de las Filipinas con una población de 892.393 habitantes (2015). Consta de tres islas principales: Masbate, Ticao y Burias.
La isla de Masbate tiene forma de "V" ocupa un área de 3,269 km²; su capital es Masbate con 71,441 pobladores en el año 2000. Explorada por los españoles a finales del siglo XVI, fue gobernada por estos mismos hasta la Guerra Hispano-Estadounidense, cuando los Estados Unidos lograron el control. Fue ocupada por los japoneses durante la Segunda Guerra Mundial siendo recuperada por EE. UU. en 1945. Se ha extraído oro durante siglos cerca de Aroroy en el norte.

## División territorial
Estos son los municipios de la provincia, con capital en la ciudad de Masbate.
| Nombre        | Población (censo de 2020) | Número de barangayes |
| ------------- | ------------------------- | -------------------- |
| Aroroy        | 88 351                    | 41                   |
| Baleno        | 28 855                    | 24                   |
| Balud         | 40 155                    | 32                   |
| Batuan        | 14 610                    | 14                   |
| Cataingan     | 50 623                    | 36                   |
| Cawayan       | 69 265                    | 37                   |
| Clavería      | 42 142                    | 22                   |
| Dimasalang    | 24 909                    | 20                   |
| Esperanza     | 17 534                    | 20                   |
| Mandaon       | 44 122                    | 26                   |
| Masbate       | 104 522                   | 30                   |
| Milagros      | 57 538                    | 27                   |
| Mobo          | 40 823                    | 29                   |
| Monreal       | 25 164                    | 11                   |
| Palanas       | 27 322                    | 24                   |
| Pio V. Corpus | 23 744                    | 18                   |
| Placer        | 56 340                    | 35                   |
| San Fernando  | 21 600                    | 26                   |
| San Jacinto   | 29 686                    | 21                   |
| San Pascual   | 44 449                    | 22                   |
| Uson          | 57 166                    | 35                   |